# Taschenhai
Der Taschenhai (Mollisquama parini) ist eine kleine Haiart aus der Familie der Dalatiidae. Der Holotyp gleichzeitig das einzige bisher bekannte Exemplar der Art, ein heranwachsendes Weibchen, hatte eine Körperlänge von über 40 Zentimetern und wurde in der Tiefsee im südöstlichen Pazifik weit vor der Küste Chiles gefangen. Ein zweites Exemplar, ein gerade geborenes, nur 14,2 cm langes Männchen, wurde 2010 im Golf von Mexiko gefangen. Es unterscheidet sich vom Holotyp in der Anzahl der Wirbel und der Zahnmorphologie und wurde einer neuen Art der Gattung Mollisquama zugeordnet.

## Aussehen und Merkmale
Der Taschenhai ist ein kleiner Hai mit einer bekannten Körperlänge von über 40 Zentimetern, wobei der Holotyp ein noch nicht geschlechtsreifes Weibchen war. Er hat einen für die Dornhaiverwandten typischen langgestreckten Körper, der Kopf ist kurz und konisch zulaufend mit dicken Lippen. Die Körperfarbe ist durchweg braun, die Flossen sind hell gesäumt.
Er besitzt keine Afterflosse und zwei Rückenflossen. Die erste Rückenflosse beginnt weit hinter dem Ende der Brustflossen, direkt vor dem Bauchflossenansatz, und ist etwa gleich groß wie die zweite Rückenflosse. Die Schwanzflosse ist asymmetrisch. Die Tiere besitzen fünf mittelgroße Kiemenspalten, wobei die letzte etwa doppelt so lang wie die erste ist, und haben ein Spritzloch hinter dem Auge. Auffällig ist eine schlitzförmige Öffnung am Brustflossenansatz, deren Funktion unbekannt ist. Compagno stellt die Möglichkeit dar, dass in der dahinterliegenden Tasche ein fluoreszierendes Sekret produziert werden könnte.

## Verbreitung

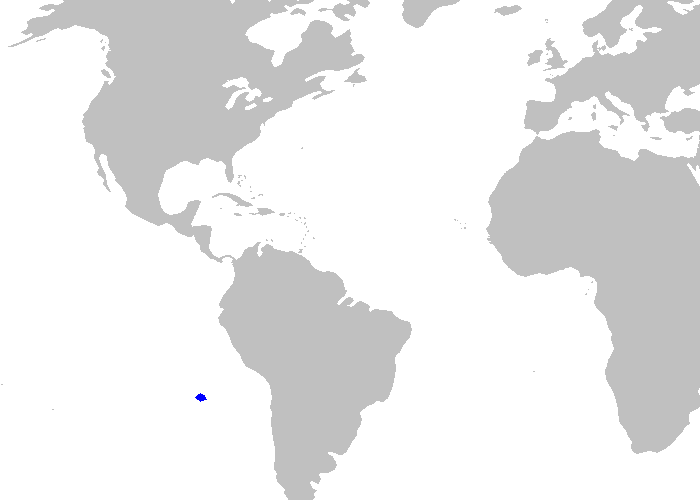
Fundstelle des Holotyps des Taschenhais

Das Verbreitungsgebiet dieser Art ist nicht bekannt. Der Holotyp stammt aus einem Tiefseegraben in etwa 330 Metern Tiefe im südöstlichen Pazifik etwa 1200 km vor der Küste Chiles.

## Lebensweise
Verhalten, Fortpflanzung und Lebensweise dieser Art sind unbekannt. Aufgrund der fehlenden Daten ist er in der Roten Liste der IUCN als „data deficient“ gelistet.

## Belege
1. ↑  V. N. Dolganov: A new shark from the family Squalidae caught on the Naska submarine ridge. Zoolicheskii Zhurnal 63 (10), 1984; S. 1589–1591.
2. ↑  Grace, M.A., Doosey, M.H., Bart, H.L. & Naylor, G.J.P. (2015): First record of Mollisquama sp. (Chondrichthyes: Squaliformes: Dalatiidae) from the Gulf of Mexico, with a morphological comparison to the holotype description of Mollisquama parini Dolganov. Zootaxa, 3948 (3): 587–600. doi: 10.11646/zootaxa.3948.3.10
3. ↑  Grace, M.A., Doosey, M.H., Denton, J.S.S., Naylor, G.J.P., Bart, H.L., Jr. & Maisey, J.G. (2019): A new Western North Atlantic Ocean kitefin shark (Squaliformes: Dalatiidae) from the Gulf of Mexico. Zootaxa, 4619 (1): 109–120. doi: 10.11646/zootaxa.4619.1.4
4. 1 2 3 4  Leonard Compagno, Marc Dando, Sarah Fowler: Sharks of the World. Princeton Field Guides, Princeton University Press, Princeton und Oxford 2005; S. 129, ISBN 978-0-691-12072-0.
5. ↑  Mollisquama parini in der Roten Liste gefährdeter Arten der IUCN 2010.1. Eingestellt von: L. Leandro (SSG South America Regional Workshop, June 2003), 2004. Abgerufen am 15. April 2010.